# Bakwagen

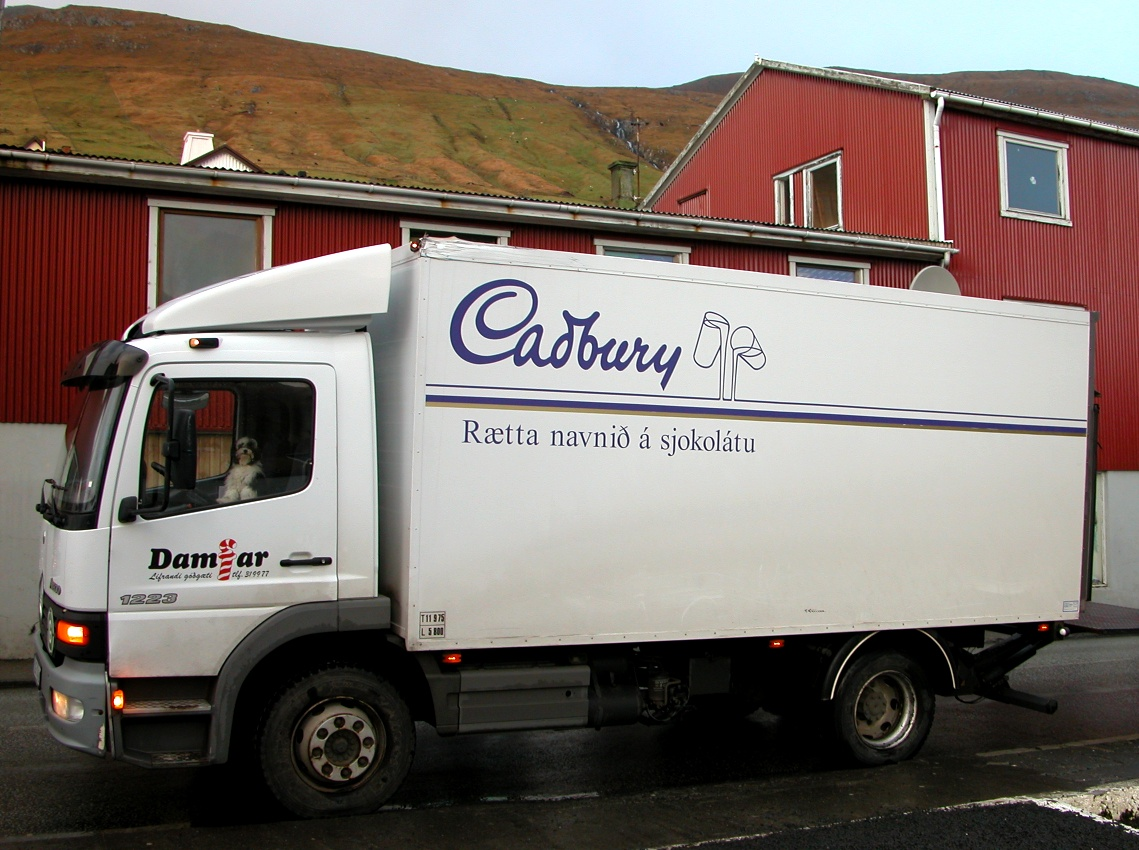
Een Mercedes-Benz Atego bakwagen.

Een bakwagen is een lichte vrachtwagen met de cabine en laadvloer op één chassis.
Het is een begrip dat grofweg gesproken een zeswielige vrachtwagen van een vrij licht type beschrijft met indien voorzien van oplegger een lagere hoogte dan een gemiddelde vrachtwagen. De meeste bakwagens hebben twee of drie assen en de motor bevindt zich onder de cabine zoals bij gewone vrachtwagens. Een bakwagen kan gezien worden als een schakel tussen een normale vrachtwagen en een bestelwagen. Diverse merken vrachtwagenfabrikanten voeren bakwagens als deel van het assortiment. In het Vlaams wordt de term ook wel gebruikt om een kruiwagen aan te duiden.
Enkele bekende vrachtautomerken die bakwagens produceren zijn:
- Daf
- Isuzu
- Iveco
- MAN
- Renault
- Scania
- Volvo
- Mercedes